# ミライチズ
『ミライチズ』は、夜のひと笑いの1枚目の配信限定シングル。2021年6月3日にリリースされた。

## 概要
カップルインフルエンサー（後に破局）「夜のひと笑い」の初となるシングル。サウンドプロデュースをHoneyWorksが担当している。YouTube登録者数100万人突破を記念してミュージックビデオが公開された。
2021年9月にSpotifyの「Viral 50 Japan」チャート1位を獲得。9月13日に累計再生回数が1000万回を超えた。
2021年10月27日公開のBillboard Japan Heatseekers Songsから7週連続で1位を獲得。
2021年のSpotify年間国内バイラルチャートでは1位を獲得した。
「2021年総括！高校生が選ぶ今年一年の話題・流行ランキング」(渋谷トレンドリサーチ)の「今年一番流行ったと思う楽曲は?」では1位に選ばれた。
2022年3月、配信開始から9ヶ月で国内ストリーミング累計再生回数が1億回を突破した。
2022年JOYSOUNDカラオケ上半期ランキングの「ネット発アーティスト楽曲ランキング」では6位を獲得した。
2022年6月現在TikTokでは合計3億3400万回以上再生されている。

## ミュージック・ビデオ
2021年6月3日に公開。2022年6月現在3580万回以上再生されている。

## 収録曲
1. ミライチズ [3:59]
作詞：MARUMOCHI BOYS／作曲：コミヤマリオ（MARUMOCHI BOYS）／編曲：HoneyWorks

## カバー
- 天月-あまつき-&96猫 - 2022年1月30日にYouTubeで歌唱動画を公開。
- スカイピース - 2021年11月10日にYouTubeで歌唱動画を公開。
- ハコニワリリィ - 2021年6月5日にYouTubeで歌唱動画を公開。
- HoneyWorks feat. GUMI - 2021年6月2日にYouTubeで歌唱動画を公開。